# Aristida riograndensis
Aristida riograndensis là một loài thực vật có hoa trong họ Hòa thảo. Loài này được B.M.A.Severo & I.I.Boldrini mô tả khoa học đầu tiên năm 1982.